# Debate sobre el paso al sistema parlamentarista en Costa Rica
El debate sobre el paso al sistema parlamentarista en Costa Rica es un proceso de reforma política discutido en Costa Rica sobre su sistema político, actualmente la nación es una república presidencialista y los partidarios a favor desean convertirla en una república parlamentarista o semipresidencialista. Dicho debate se ha estado discutiendo por varios años con distintas posiciones a favor y en contra. 

## Historia
Actualmente Costa Rica es una república presidencialista en donde el presidente ejerce tanto el cargo de jefe de Estado como jefe de gobierno, si bien la idea de aplicar el semiparlamentarismo fue discutida ya desde la Asamblea Nacional Constituyente de Costa Rica de 1949 donde fue una de las propuestas del Partido Social Demócrata, pero que fue descartada por los constituyentes que se decantaron por el presidencialismo. El debate se retomó hace algunas décadas.
Uno de los primeros en proponerlo por allá del año 2001 fue el entonces presidente Miguel Ángel Rodríguez Echeverría, como una forma de solventar el problema de gobernabilidad política del país.
Esto fue sugerido de nuevo por la Comisión de Notables para la Reforma del Estado convocada por Laura Chinchilla, y a la que pertenecieron el ministro de la presidencia Rodolfo Piza y el historiador Vladimir de la Cruz. Un proyecto de ley presente en la corriente legislativa y estudiado en comisión buscaría aumentar el número de diputados y hacer que el Parlamento nombre y remueva ministros, pueda convocar a elecciones adelantadas si el presidente recibe un voto de no confianza y que el presidente pueda disolver el Parlamento y adelantar elecciones, pero no se encuentra en agenda de Plenario. El paso a dicho sistema también ha sido avalado por el diputado y expresidente del Partido Unidad Social Cristiana Pedro Muñoz, el diputado conservador Mario Redondo, el líder histórico del Partido Acción Ciudadana Ottón Solís y el entonces presidente de la República. Luis Guillermo Solís  Fue también parte de las propuestas analizadas en la Asamblea Legislativa en la Comisión de Reformas al Sistema Político aunado a otros cambios como serían el voto directo de diputados, su aumento de número y una reforma integral al reglamento legislativo.
El exdiputado, exministro y excandidato presidencial Rolando Araya Monge quien forma parte de la segunda Comisión de Notables para la Reforma del Estado, esta vez convocada por el presidente Carlos Alvarado Quesada, anunció que propondría tanto el paso al parlamentarismo como a la bicameralidad.
Sin embargo, la medida también tiene sus detractores. El sociólogo Víctor Daniel Camacho Monge escribiendo para Semanario Universidad menciona la imposibilidad de aplicar el sistema parlamentarista en el país debido al arraigado presidencialismo de la cultura política costarricense.
Actualmente el partido provincial Vamos incluye esa propuesta como parte de su programa de gobierno.

## Artículos de opinión
A favor
- Por un sistema parlamentario de gobierno, Manrique Jiménez Meza.
- Mi voto por el parlamentarismo, Federico Malavassi Castro.
- Costa Rica debe avanzar hacia el semipresidencialismo, Carlos Alvarado Ramírez.
- 2018, momento para La Solución Costarricense, Miguel Ángel Rodríguez Echeverría.
- Del sistema presidencialista al semiparlamentario  Archivado el 9 de diciembre de 2019 en Wayback Machine., Johnny Soto Zúñiga.

En contra
- El espejismo del parlamentarimo, Fernando Zamora.
- Cultura y parlamentarismo, Daniel Camacho.
- ¿Presidencial o parlamentario? Editorial de la La Nación.